# Plusiodonta agens
Plusiodonta agens là một loài bướm đêm trong họ Noctuidae.